# 원리
원리(原理, principle)는 사물이나 현상의 근본이 되는 이치로 기초가 되는 근거 또는 보편적 진리이다. 행동과 평가를 인도하는 개념이나 가치로서 법칙 가운데에서도 가장 근본적인 것을 뜻한다.
흔히 법칙 · 원칙과 거의 비슷한 뜻으로 쓰이나 원래는 모든 것의 근원이라는 의미를 가지고 있었다.
원리는 진리의 근본이 되는 것을 뜻하나 충분히 검토되지 않고 가설적(假說的)인 것으로서 세워지는 원리도 있다. 이것은 진리 발견의 수단으로서 유효하다 하여 발견적 원리라고도 한다.

## 원리와 법칙
원리는 사실과 직접적으로 관련이 없고, 법칙은 관찰된 현상에 대한 규칙성을 일반화 한 것이라서 사실과 직접적으로 관련이 있다.
예를 들면 '물체의 무게를 물에서 측정하면 더 적다'가 법칙이고,
'어떤 물체를 유체에 넣었을 때 받는 부력의 크기가, 물체가 유체에 잠긴 부피만큼의 유체에 작용하는 중력의 크기와 같다'는 원리이다.

## 같이 보기
- 법칙
- 공리
- 따름정리
- 연역
- 논리적 귀결